# Chirophonetik
Chirophonetik (altgr. χείρ cheír „Hand“ und φωνή phoné „Stimme“, „Laut“) ist eine Therapieform zur Sprachanregung über die Körperwahrnehmung. Die Methode wurde 1972 von Alfred Baur, einem Heilpädagogen und Sprachtherapeuten, gemeinsam mit seiner Frau Ilse Baur auf Grundlage der anthroposophisch-medizinischen Menschenkunde Rudolf Steiners entwickelt und basiert auf der Erkenntnis der Gehörlosenpädagogik, dass über die Sensibilität der Haut des Rückens das periphere Hören angeregt werden kann.
Die Wirksamkeit des Verfahrens ist wissenschaftlich nicht nachgewiesen.

## Wirkungsweise
Beim Sprechen eines jeden Lautes bildet sich im Mundraum eine charakteristische Luftströmung. Beispielsweise wird bei einem „B“ die Luft hinter den Lippen gestaut, bei einem „F“ strömt sie zwischen Lippen und Zähnen aus dem Mund. Der Therapeut überträgt diese Luftströmungsform mit den Händen vorwiegend auf den Rücken, aber auch auf Arme und Beine des Patienten und spricht gleichzeitig den Laut aus. Der Patient nimmt mit dem Gehör- und Tastsinn den Prozess der Lautbildung wahr und richtet seine Aufmerksamkeit auf die Übereinstimmung des akustischen Eindrucks mit der Bewegung. Er hört den Laut und „liest“ die Form. Nach mehrmaligem Wiederholen verbinden sich die Lauteindrücke mit den Tasterlebnissen und die Lautgestalten beginnen sich einzuprägen. Es entsteht beim Patienten der Impuls, die Laute innerlich nachzuahmen.

## Anwendung
Durch die Chirophonetik werden die Sprachwahrnehmungsfähigkeit und der Wille zum eigenen Sprechen angeregt. Darum wird sie zur Anbahnung des Sprechens bei nicht oder kaum sprechenden Kindern angewandt, genauso wie bei Patienten, die wegen eines Hirntraumas oder Schlaganfalls Sprachschwierigkeiten haben. Durch die Steigerung der auditiven Wahrnehmungsfähigkeit kann sie außerdem bei auditiver Wahrnehmungsschwäche (eingeschränkte Hörfähigkeit) helfen.
Manche Methoden zur Förderung der Sprachentwicklung von Kindern mit Down-Syndrom beziehen die Chirophonetik mit ein.
In der Pädagogik (hauptsächlich in der Waldorfpädagogik) und der Heilpädagogik wird Chirophonetik eingesetzt bei Entwicklungsstörungen, Folgen von Cerebralparesen (Bewegungsstörungen), Kontaktschwierigkeiten bis hin zum Autismus und bei unruhigen Kindern, insbesondere mit Aufmerksamkeitsstörung.
In Pflegesituationen bei durch Hirntrauma desorientierten Menschen (Wachkoma), bei Kleinkindern mit Geburtstrauma (Frühgeburten) oder in der Altenpflege kann sie zur Ergänzung der medizinischen Therapie genutzt werden.
Obwohl die Chirophonetik vor über 35 Jahren entwickelt wurde, fehlen bislang Klinische Studien, die unter kontrollierten Bedingungen die Wirksamkeit der Methode bestätigen oder widerlegen.